# Zugerbergbahn
| |                    |                          |              |
| Fahrplanfeld: | 2566 (früher 1562) |                          |              |
| Streckenlänge: | 1,281 km           |                          |              |
| Spurweite: | 985 mm             |                          |              |
| Maximale Neigung: | 768.8 ‰            |                          |              |
| Minimaler Radius: | 300 m              |                          |              |
| Streckengeschwindigkeit: | 4 m/s = 14.4 km/h  |                          |              |
| |                    |                          |              |
| Schönegg–Zugerberg |                    |                          |              |
| \| \| \| Buslinie zum Bahnhof Zug \| \| \| \| 0.00 \| Schönegg \| 561 m ü. M. \| \| \| \| Koordinaten: 47° 8′ 52,3″ N, 8° 31′ 38,4″ O; CH1903: 682571 / 222448 Ausweichstelle \| \| \| \| 1.28 \| Zugerberg \| 926 m ü. M. \| \| \| \| Zugerberg \| 1039 m ü. M. \| |                    |                          |              |
| |                    | Buslinie zum Bahnhof Zug |              |
| Kopfbahnhof Streckenanfang | 0.00               | Schönegg                 | 561 m ü. M.  |
| |                    | Ausweichstelle           |              |
| Kopfbahnhof Streckenende | 1.28               | Zugerberg                | 926 m ü. M.  |
| |                    | Zugerberg                | 1039 m ü. M. |

Die Zugerbergbahn (ZBB) ist eine Standseilbahn im Schweizer Kanton Zug. Sie führt von Zug auf den Zugerberg auf 926 m ü. M. Eine Fahrt dauert rund 7 Minuten, wobei pro Wagen 80 Fahrgäste befördert werden können.
Die Bahn wurde am 14. Mai 1907 eröffnet und seither mehrmals modernisiert. 1931 wurden die Wagen der ersten Generation ersetzt, 1950 bis 1952 das Trassee überholt, 1960 die Talstation Schönegg ersetzt und von 1970 bis 1971 die Bergstation Zugerberg inklusive Antrieb neu erstellt. Die dritte, rote Wagengeneration wurde 1984 im Zusammenhang mit einer weiteren Trasseesanierung eingeführt. 1992 ermöglichte eine Modernisierung der Anlage einen Einmannbetrieb. 1997 wurde auf automatischen Fahrbetrieb umgestellt. Seit dem Umbau der Tal- und Bergstation sowie der Inbetriebnahme der vierten, silberfarbigen Wagengeneration mit Panoramadach 2009 ist die Zugerbergbahn rollstuhlgängig. Für die Betriebsführung ist die Zugerland Verkehrsbetriebe AG (ZVB) zuständig.

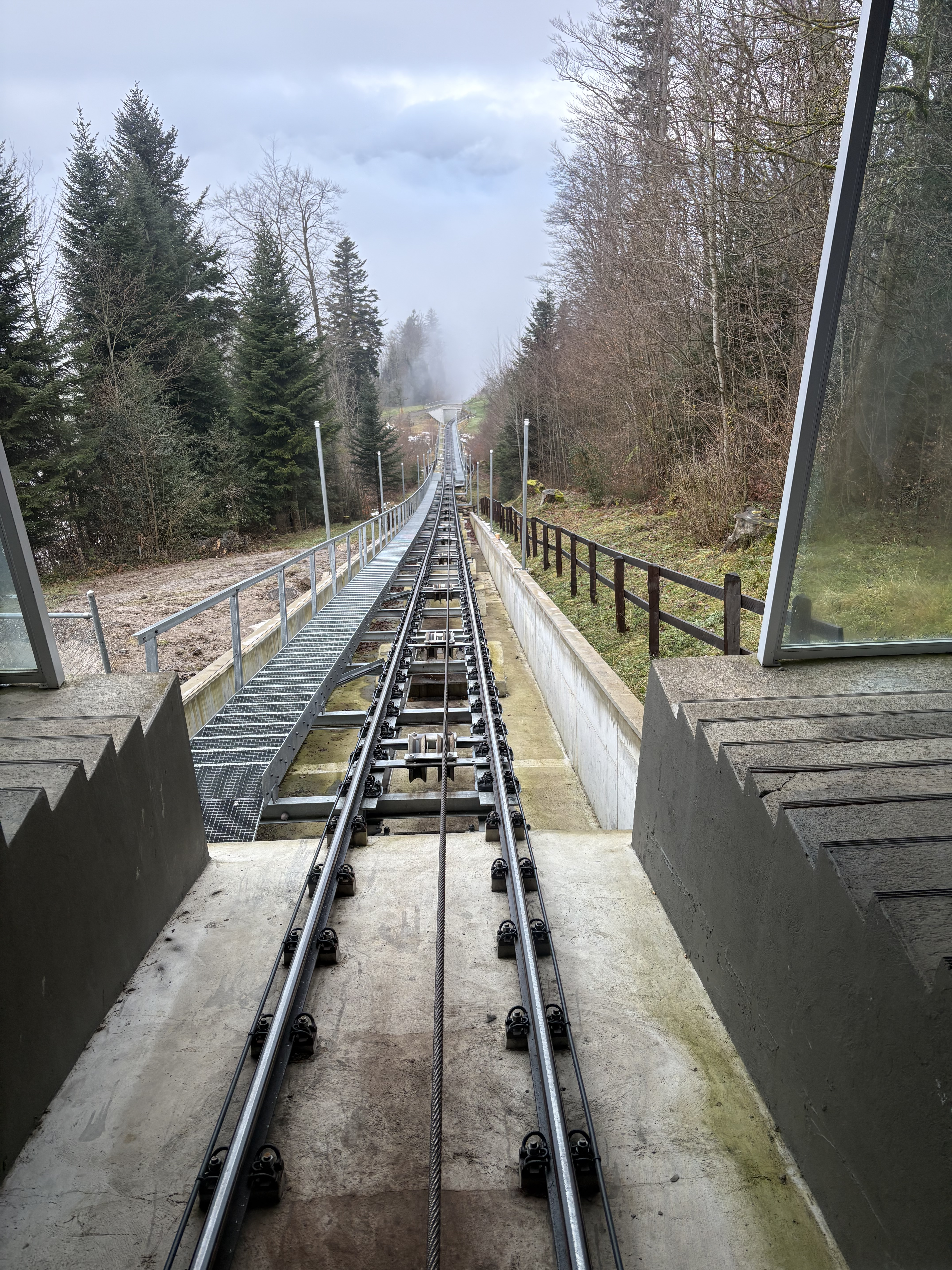
Blick talwärts